# Kirvessaari (ö i Birkaland, Tammerfors)
Kirvessaari är en halvö i Finland. Den ligger i sjön Näsijärvi och i kommunen Tammerfors i den ekonomiska regionen Tammerfors och landskapet Birkaland, i den södra delen av landet, 190 km norr om huvudstaden Helsingfors.